# Aaptos ciliata
Aaptos ciliata là một loài động vật thân lỗ thuộc họ Suberitidae. Loài này được mô tả năm 1925.